# Словацко-украинская граница
Словацко-украинская граница — граница между Украиной и Словацкой Республикой, существующая формально с момента обретения независимости Словакии в 1993 году. 

## История
В 1991—1992 годах была чехословацко-украинской границей, а до 1991 года — государственной границей между Чехословакией и СССР (советско-чехословацкой). Является также внешней границей Европейского Союза.

## Описание
Длина — 97 километров. На границе установлено 375 разделяющих знаков: первый на Кременце, знак № 375 установлен на берегу Тисы. Тройной стык Польша — Словакия — Украина маркирован обелиском «Кременец», тройной стык Венгрия — Словакия — Украина маркирован тремя обелисками «Тиса» на каждой из сторон границы.
На горе Кременец расположена самая восточная точка Словакии. У пограничного столба № 365 расположена самая западная точка Украины — старица Мёртвая Тиса (Старая Тиса, словац. Mŕtva Tisa). Там же находится и самый западный украинский населённый пункт — село Соломоново.
 Края Словакии, которые граничат с Украиной:
- Кошицкий край
- Прешовский край

 Область Украины, которая граничит со Словакией:
- Закарпатская область

## Пункты пересечения границы

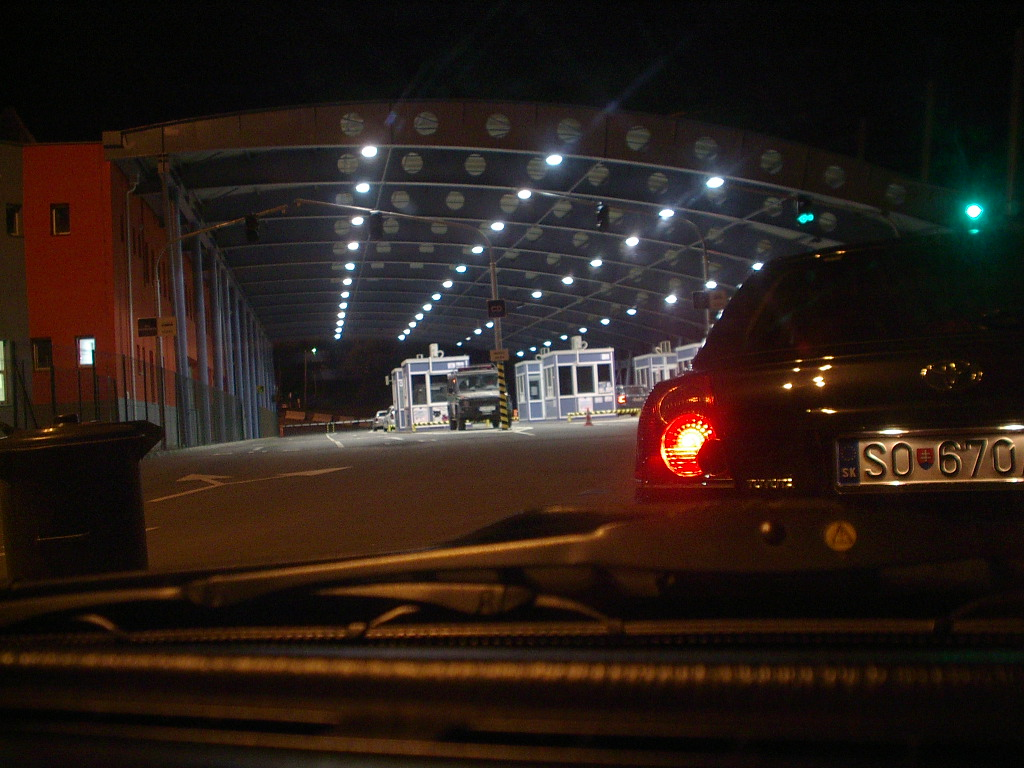
Точка пересечения Ужгород-Вышне Немецкое; Словацкая сторона

Граница имеет пять пунктов пересечения — два автодорожных, два железнодорожных и один пешеходный:

### Автодорожные
- Ужгород —  Вышне Немецке (многосторонний, только на автомобиле).
- Малый Березный —  Убля (многосторонний, на автомобиле до 3,5 тонн, пешком или на велосипеде).

### ЖД

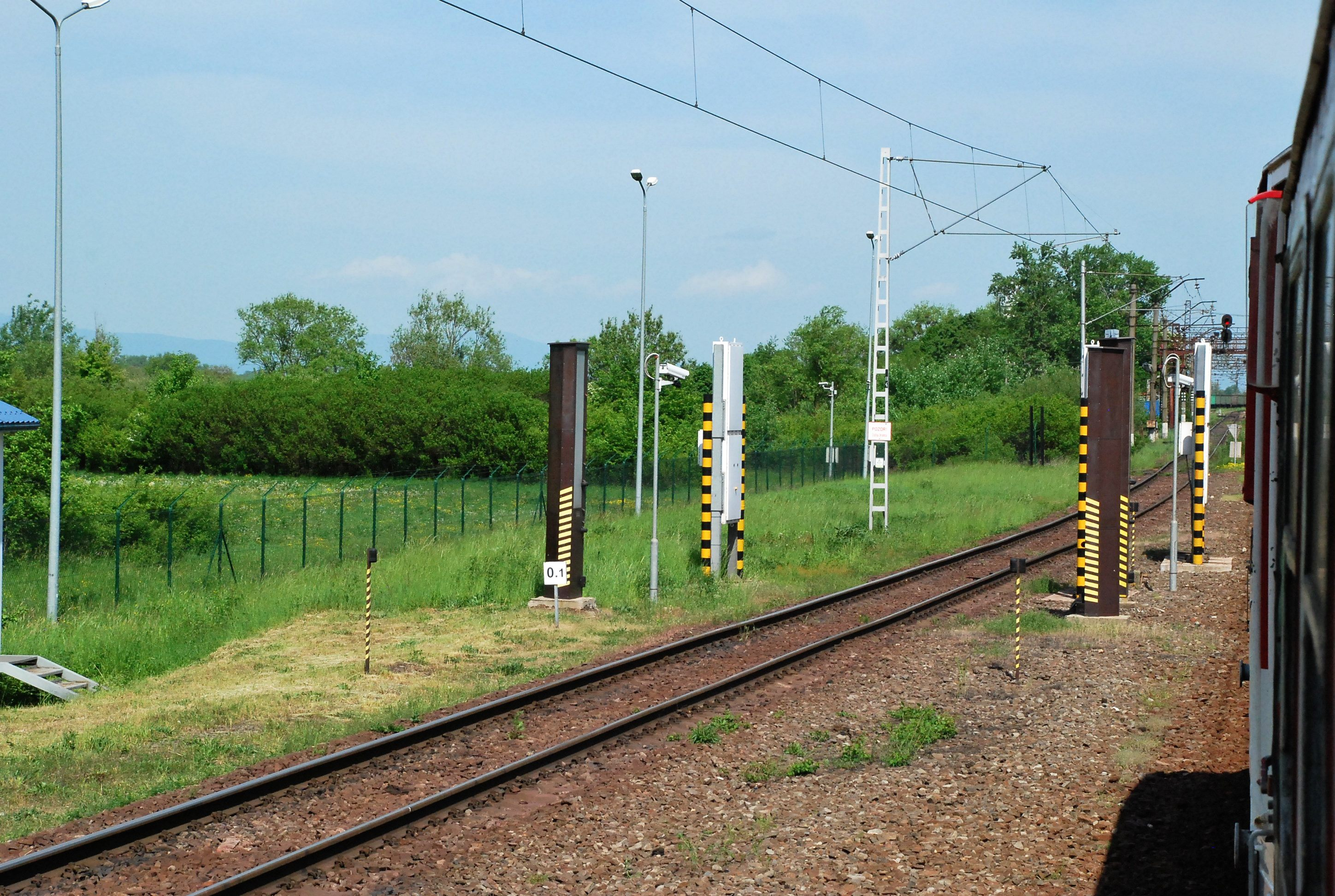
Пункт Чоп — Чьерна, сканер грузовых поездов

- Ужгород —  Матёвце (только грузовое сообщение).
- Чоп —  Чьерна-над-Тисоу (многосторонний, пассажирское и грузовое сообщение).

### Пешеходный
- Малые Селменцы —  Вельке-Слеменце (для граждан Украины, ЕС и ЕЭП, пешеходов и велосипедистов).

В 2008 году границу пересекло почти 2,5 млн граждан и свыше 1,5 млн транспортных средств.

## Инциденты
В начале июля 2012 года словацкой уголовной полицией обнаружен нелегальный канал, который тайно действовал в пограничной зоне между селами Вышне Немецке и Нижне Немецке и вел прямо к Ужгороду; выход тоннеля на украинской территории размещался в частном доме по ул. Запорожской, 57 в городе Ужгород. Глубина залегания тоннель — шесть метров, длина — около 700 м. Был электрифицирован и оснащен реечной переправой. Использовался в основном для контрабандной переправки сигарет в Словакию и ЕС, и, как предполагают, также для нелегальной миграции. Действовал минимум два года до момента обнаружения. По подсчётам министерства финансов Словакии функционирования тоннель причинило словацкой экономике ущерб на сумму примерно пятьдесят миллионов евро. В декабре 2012 года уголовное дело в отношении некоторых лиц, причастных к функционированию тоннеля, направлено на рассмотрение Ужгородского районного суда Закарпатской области.

## Галерея

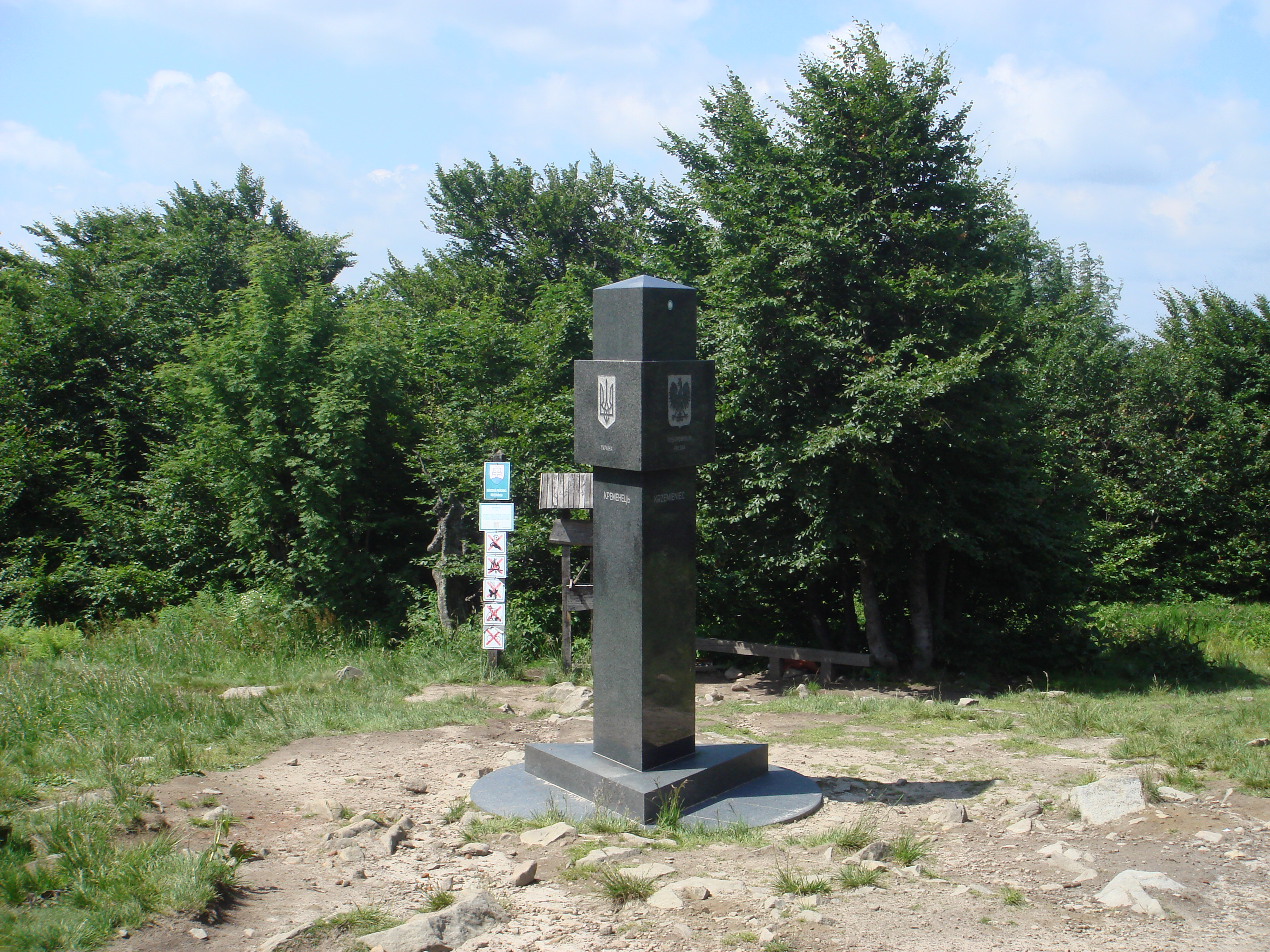
Обелиск «Кременец», тройной стык границ Словакии, Польши и Украины
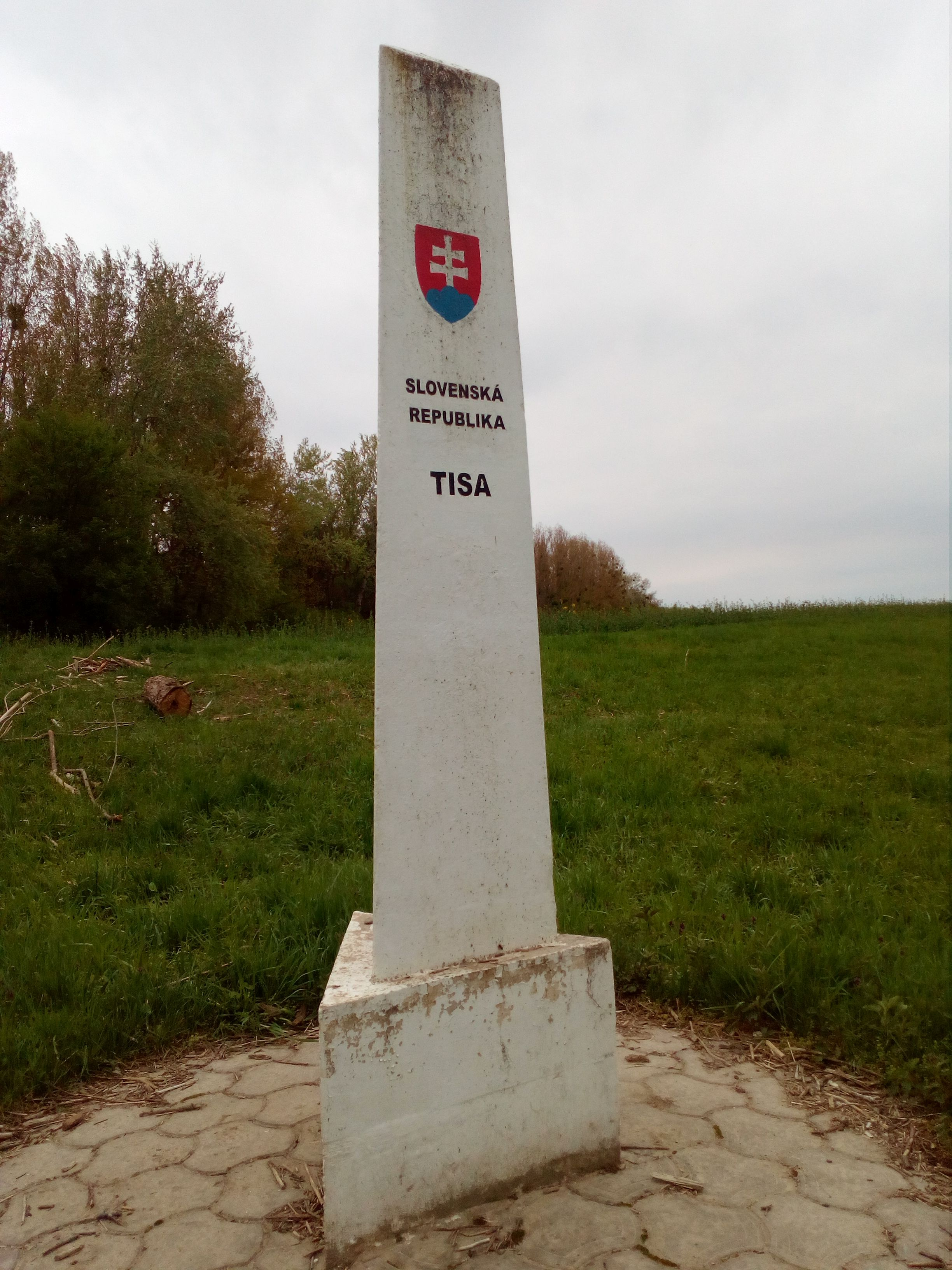
Обелиск «Тиса», тройной стык границ Венгрии, Словакии и Украины